# جان كلود ريتشارد
جان كلود ريتشارد (بالفرنسية: Jean-Claude Richard de Saint-Non)‏ هو عالم آثار ورسام ونقاش فرنسي، ولد في 1727 في باريس في فرنسا، وتوفي بنفس المكان في 25 نوفمبر 1791.

## وصلات خارجية
- جان كلود ريتشارد على موقع الموسوعة البريطانية (الإنجليزية)